# Pedro Sánchez
Pedro Sánchez Pérez-Castejón (spansk: [ˈpeðɾo ˈsantʃeθ ˈpeɾeθ kasteˈxon], født 29. februar 1972) er en spansk økonom og politiker, som siden 2. juni 2018 har været Spaniens premierminister. Han er samtidigt generalsekretær for det spanske socialistparti (PSOE), som han har været to gange, efter at have vundet et formandsvalg i juni 2017. Han er ikke medlem af Kongressen.
Sánchez startede som byrådsmedlem i Madrid fra 2004 til 2009. I 2009 blev han for første gang valgt som parlamentariker i Kongressen. I 2014 blev han generalsekretær for PSOE, og han var partiets premierministerkandidat ved valgene i 2015 og 2016. Under sin første periode som generalsekretær var han stærkt imod genvalget af Rajoy som premierminister. Rajoy havde brug for, at PSOE blev holdt tilbage i Kongressen for at kunne sikre et parlamentarisk flertal. Spændinger voksede inden for PSOE, som gjorde det muligt for Rajoy at danne en regering. Sánchez trådte efter modstand fra partiet tilbage som generalsekretær den 1. oktober 2016 og gik samtidigt af som parlamentsmedlem, hvorefter et midlertidig udvalg overtog PSOE's ledelse. Senere vandt Sánchez partiets ledervalg over Susana Díaz og Patxi López og blev genindsat som generalsekretær i juni 2017. Under hans embedsperiode støttede PSOE Spaniens regering i sin håndtering af den catalanske folkeafstemning om uafhængighed og forfatningskrisen i slutningen af 2017.
Den 31. maj 2018 fremsatte PSOE et mistillidsvotum mod den siddende regering under Mariano Rajoy. Mistillidsvotummet blev vedtaget med støttet fra PSOE, Unidos Podemos og baskiske, valenciske og catalanske regional- og nationalistpartier. Ved et kongeligt dekret blev Pedro Sánchez udnævnt til Spaniens premierminister den 1. juni 2018, og blev officielt indsat dagen efter af kong Felipe 6.

## Religion
Sanchez er ateist, og blev som den første spanske premierminister taget i ed uden at lægge hånden på Bibelen eller et krucifiks.